# Canton de Schwytz
Pour les articles homonymes, voir Schwytz.
Le canton de Schwytz ou canton de Schwyz (SZ, en allemand : Kanton Schwyz) est l'un des 26 cantons de Suisse, membre fondateur de la Confédération. Son chef-lieu est Schwytz.

## Toponymie
Le terme Schwyz serait apparu en 972, pour désigner les suittes, des populations vivant dans la région ; ce nom viendrait du vieux haut-allemand swedan signifiant « brûler », rappelant ainsi que les habitants défrichaient les forêts avoisinantes en les brûlant afin de construire ou de cultiver les terrains.
Le nom de la Suisse est inspiré du canton de Schwytz, car, au moment de la création de la Confédération des III cantons, Schwytz est le canton le plus proche du territoire de l'Autriche. Les Autrichiens utilisent alors le nom du canton pour nommer l'ensemble du pays. Une confusion a cependant régné pendant plusieurs siècles sur l'orthographe utilisée par les deux toponymes (Schwyz et Schweiz). L'historien suisse Johannes von Müller propose finalement en 1785 de dissocier les deux formes, et le nom du canton est officialisé lors de la signature de l'Acte de médiation en 1803.
En français, le nom du canton est orthographié Schwytz ou Schwyz.

## Géographie

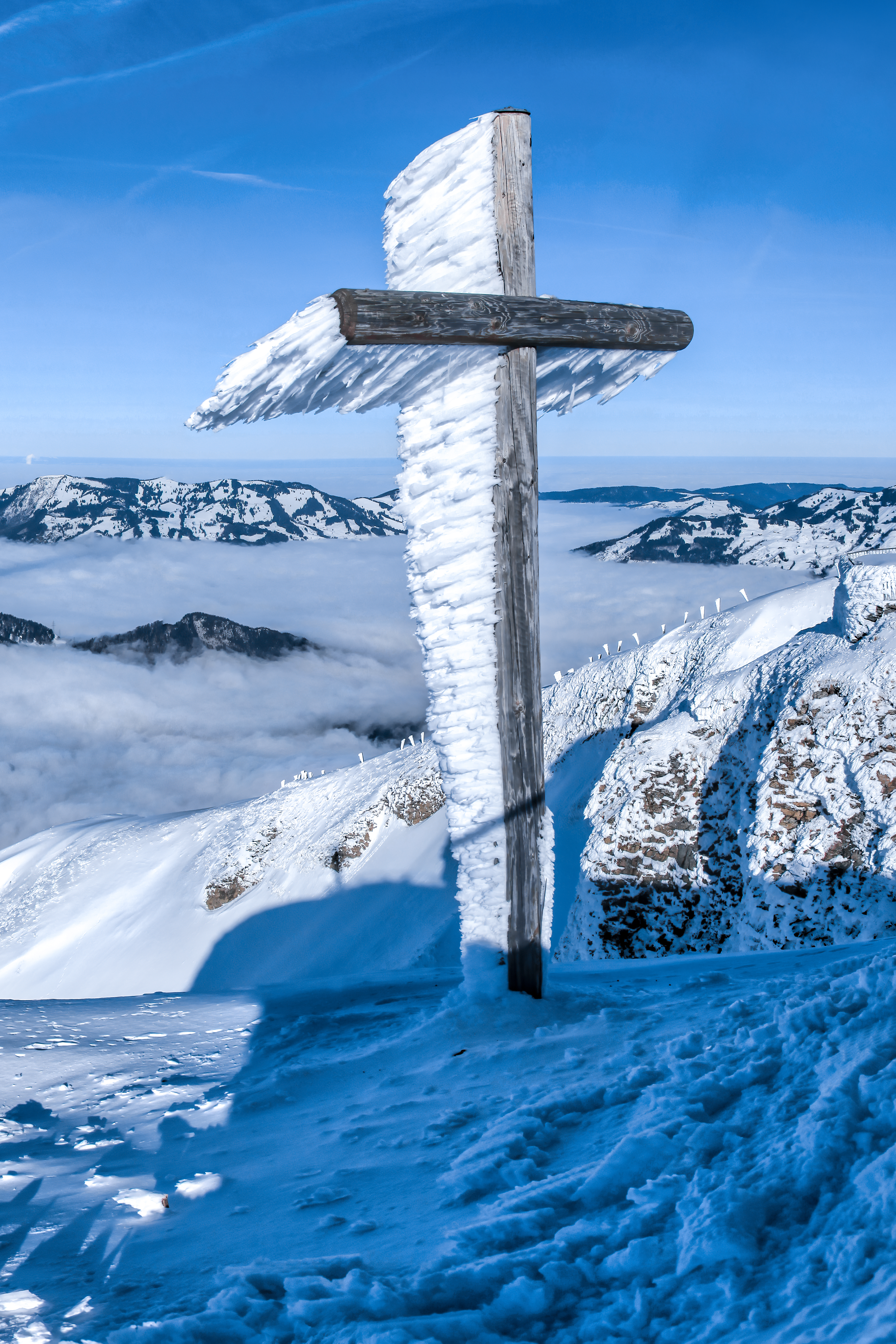
Croix au sommet du Fronalpstock (Schwytz). Janvier 2012.

Le canton de Schwytz se trouve en Suisse centrale, entre le lac de Zoug, le lac des Quatre-Cantons et le lac de Zurich. Il est limitrophe des cantons d'Uri, de Glaris, de Saint-Gall, de Zurich, de Zoug et de Lucerne.
Schwytz culmine au Bös Fulen, à 2 802 m d'altitude, et son point le plus bas se trouve au bord du lac de Zurich, à 406 m d'altitude. Avec 906,92 km2, Schwytz est le treizième canton de Suisse par sa superficie.

## Histoire

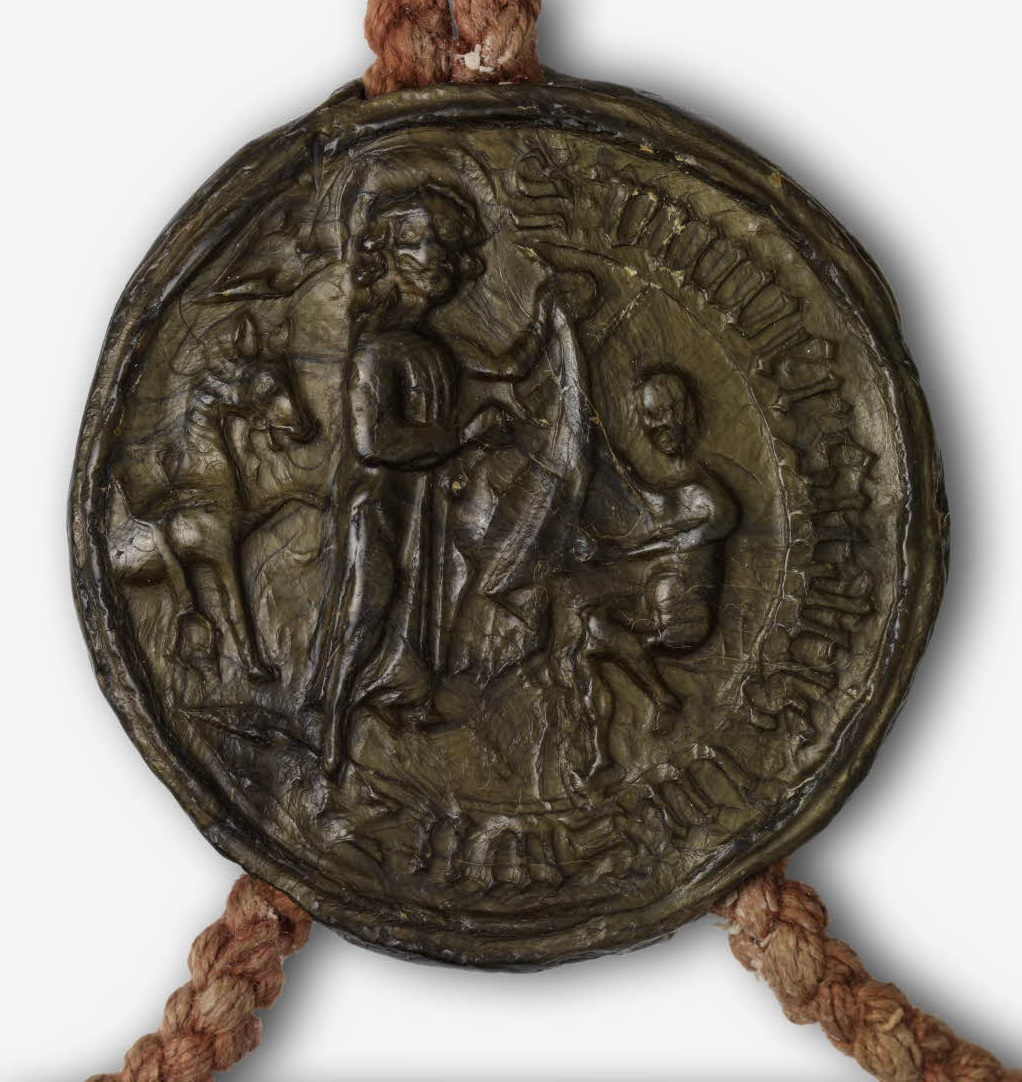
Sceau du canton de Schwyz. Sceau extrait du traité de Fribourg signé en 1516 J//724/2.

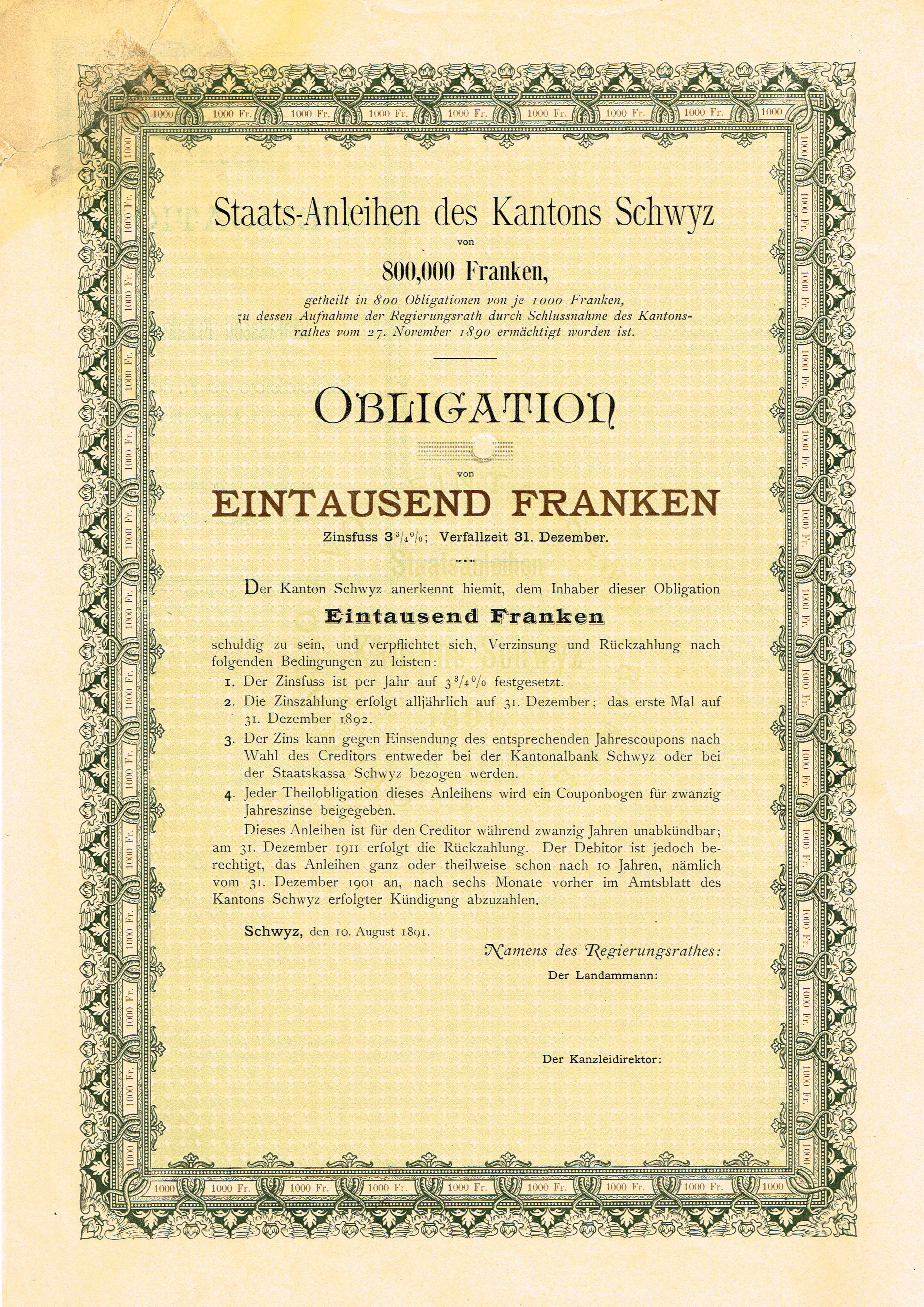
Obligation du canton de Schwyz en date de 10 aout 1891.

Avec les cantons d'Uri et d'Unterwald, le canton de Schwytz est l'un des trois cantons fondateurs de la Suisse, il s'agit de la Confédération des III cantons. Entre 1798 et 1803, il faisait essentiellement partie du canton de Waldstätten, sauf les districts de March et de Höfe qui dépendaient du canton de Linth. C'est également le canton qui a donné son nom au pays (Schweiz).

## Politique et administration

### Organisation cantonale

Logo du canton.

L'organe exécutif du canton s'appelle le Regierungsrat. Le chef de l’exécutif porte le titre de landamman.
Chaque district est doté d'un organe exécutif, le Bezirksrat (Conseil de district), composé de cinq à onze membres. Le chef de l'exécutif porte le titre de Bezirksammann.

### Districts et communes
Le canton est découpé en six districts, dont trois ne comptent qu'une seule commune :
- Einsiedeln
- Gersau
- Höfe
- Küssnacht
- March
- Schwytz

Le canton est subdivisé, en 2017, en 30 communes dont quatre sont statistiquement des villes, ici dans l'ordre décroissant : Freienbach, Einsiedeln, Schwytz et Arth.

## Démographie

### Population
Au 31 décembre 2023, le canton de Schwytz compte 167 403 habitants, soit 1,9 % de la population totale de la Suisse. Il est ainsi le 17e canton le plus peuplé. La densité de population atteint 185 hab/km2, légèrement inférieure à la moyenne nationale.
Pour des raisons techniques, il est temporairement impossible d'afficher le graphique qui aurait dû être présenté ici.

### Religion
Près des trois quarts des habitants du canton revendiquent l'appartenance au catholicisme romain.
Le tableau suivant détaille la population du canton suivant la religion, en 2000 :
| Religion                       | Population | %      |
| ------------------------------ | ---------- | ------ |
| Catholiques romains            | +92 868,   | +072,2 |
| Protestants                    | +16 401,   | +012,7 |
| Communautés islamiques         | +05 598,   | +004,3 |
| Chrétiens-orthodoxes           | +02 758,   | +002,1 |
| Communauté de confession juive | +00051,    | +000,  |
| Catholiques chrétiens          | +00046,    | +000,  |
| Aucune appartenance            | +06 331,   | +004,9 |
| Autres                         | +04 651,   | +003,6 |
| Total                          | +128 704,  | +100,  |

Note : les intitulés des religions sont ceux donnés par l'Office fédéral de la statistique ; les protestants comprennent les communautés néo-apostoliques et les témoins de Jéhovah ; la catégorie « Autres » inclut les personnes ne se prononçant pas.

## Économie
- Victorinox (couteau à lames multiples) est son plus gros employeur.

## Culture et patrimoine

### Héraldique
| Blason | Blasonnement : De gueules à la croisette d'argent au canton senestre du chef,. Commentaires : Le drapeau du canton reprend le rouge plein de l'écu, à la différence près que la croisette se trouve dans le canton dextre du chef, près de la hampe. |

### Langues
La langue officielle du canton est l'allemand.
Le tableau suivant détaille la langue principale des habitants du canton en 2000 :
| Langue                             | Locuteurs | %      |
| ---------------------------------- | --------- | ------ |
| Allemand                           | +115 688, | +089,9 |
| Langues slaves de l'ex-Yougoslavie | +02 864,  | +002,2 |
| Albanais                           | +02 477,  | +001,9 |
| Italien                            | +02 447,  | +001,9 |
| Portugais                          | +00642,   | +000,5 |
| Turc                               | +00533,   | +000,4 |
| Français                           | +00502,   | +000,4 |
| Espagnol                           | +00424,   | +000,3 |
| Romanche                           | +00234,   | +000,2 |
| Autres                             | +02 893,  | +002,2 |
| Total                              | +128 704, | +100,  |